# Свани
Свани — (сван. შვანარ, груз. სვანი) субетнічна група грузинів. Античні автори називали сванів місіміянцями. Проживають в Местійському муніципалітеті краю Самегрело-Земо Сванеті та Лентехському муніципалітеті краю Рача-Лечхумі та Квемо Сванеті на північному заході Грузії. Також проживають в самопроголошеній республіці Абхазія. Разом області розселення сванів об'єднуються в історичну область Сванетія.

## Історія
Перші згадки про сванів можна знайти у грецького географа Страбона, який писав про них як про грізних та завзятих воїнів, нащадків шумерських рабів. Згадував також про використання ними вовни для добування золота з гірських струмків, через те Сванетія часто вважається, однією з цілей походу аргонавтів. Християнство прийшло сюди у 6 столітті.

Свани на мапі картвельських народів

В Російській імперії та перших роках СРСР мегрели та свани враховувались при переписах як окремі етнічні групи, але з 30-х років 20 століття записувались до складу грузинів, зважаючи на те, що свани та мегрели завжди мали грузинську самосвідомість.
Незважаючи на раннє прийняття сванами християнства, у них залишилися свої вірування. Найшанованішим святим та покровителем, як і в усій Грузії, є святий Георгій. Традиційно свани вважаються найвойовничішими серед грузинів. У Сванетії й досі подекуди зберігаються традиції кровної помсти.

## Мова
Усі свани є двомовними, використовуючи у побуті як грузинську мову, так і свою власну сванську мову. Мова є безписемною, у наукових цілях записується грузинською та латинською абетками. Сванська мова, попри свою приналежність до картвельських мов, не є взаємозрозумілою з ними.
До 19 століття більшість сванів розмовляли лише сванською мовою.

## Культура
Свани відомі своїми оборонними вежами, названими «сванськими». Також далеко поза межами Грузії відомі пісні сванів, досить складні для виконання. Традиційно свани займалися бджільництвом, полюванням, здавна виготовляли живописні вироби з міді, бронзи та золота.
Традиційним видом спорту для сванів є альпінізм.
Найбільше свято сванів — Лампроба (груз. ლამპრობა), присвячене святому Георгію.

## Відомі представники
- Демет Чхетіані
- Міхеїл Хергіані
- Давид Кіпіані
- Нана Іоселіані
- Отар Іоселіані
- Таріел Оніані
- Софо Ґеловані
- Міхеїл Ґеловані

## Галерея

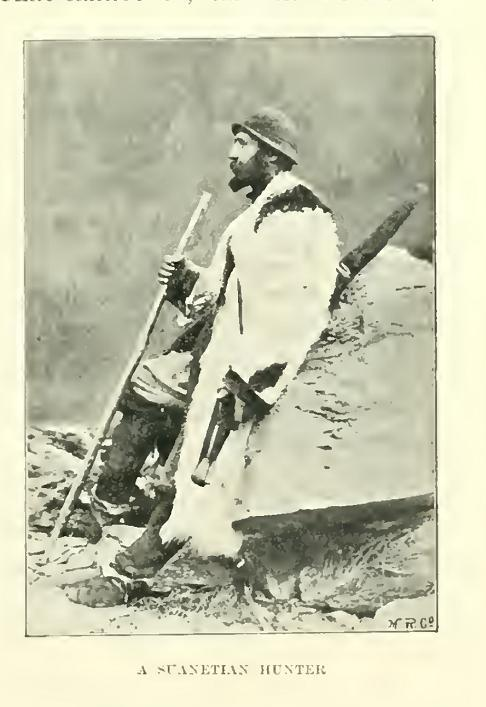
Сван-мисливець
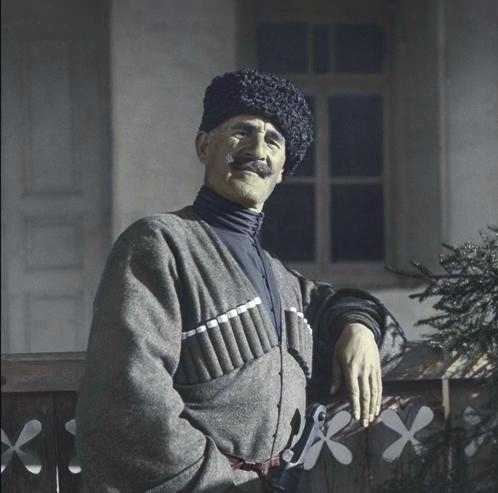
Сван, 1929 рік
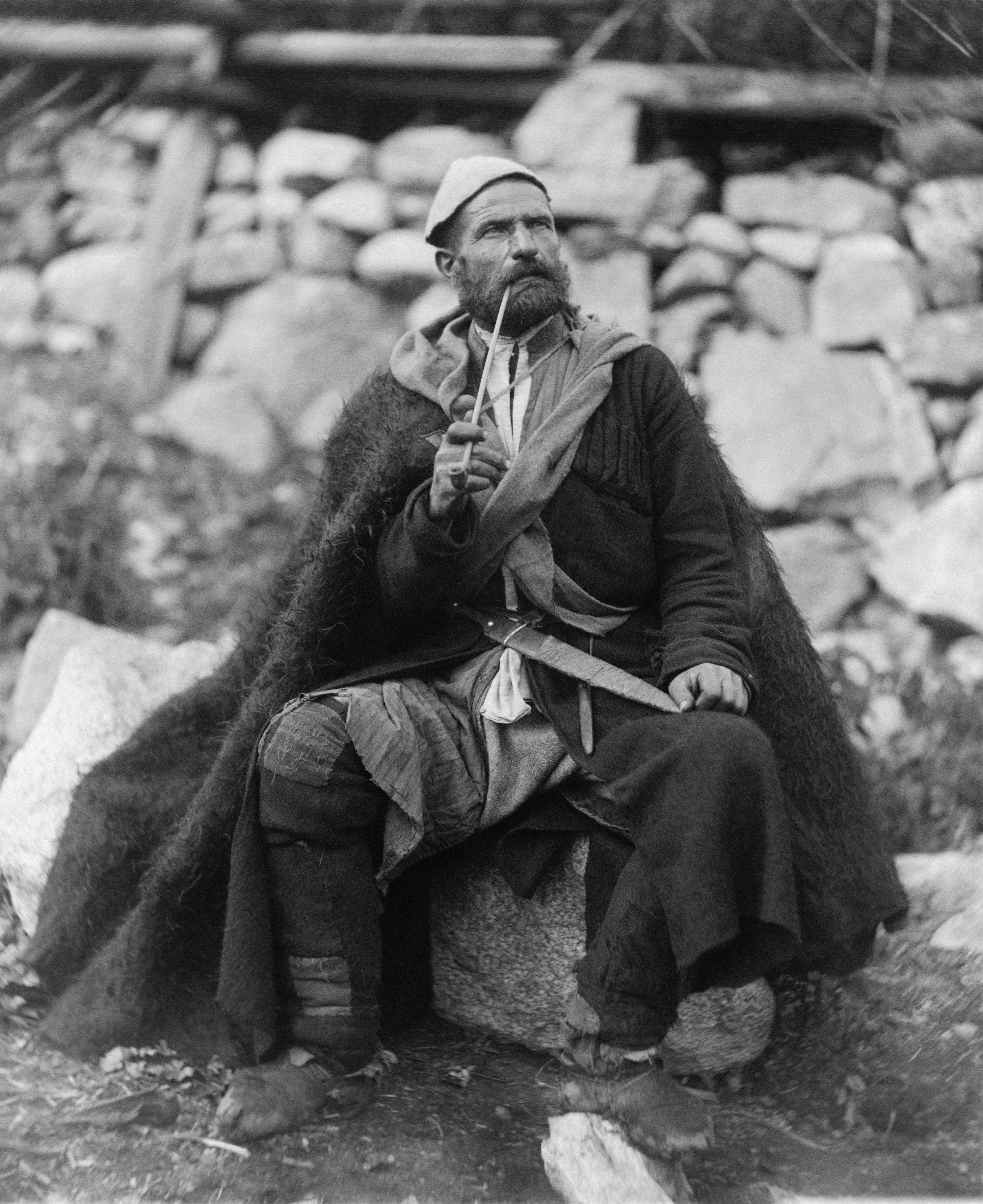
Старий сван курить люльку, кінець 19 століття
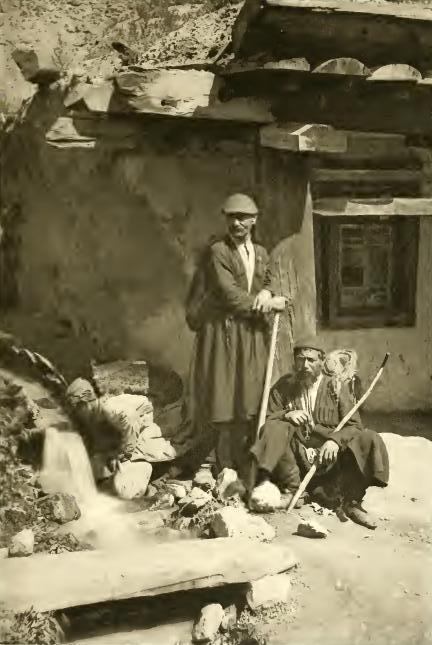
Свани, 1905 рік
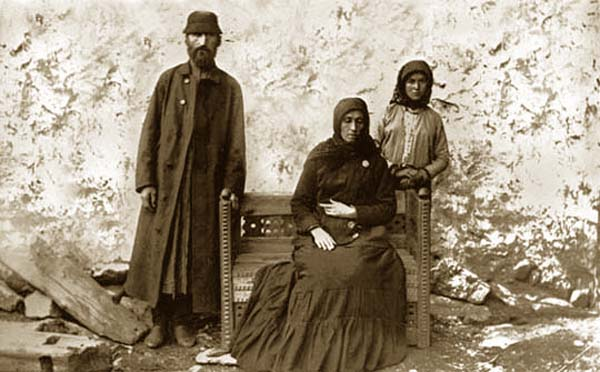
Сім'я сванів, 1889-1890 рік
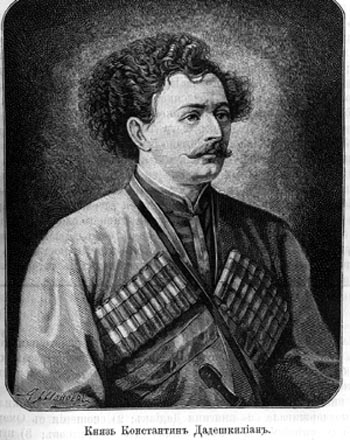
Константин Дадешкеліані, князь Сванетії, близько 1885 року.
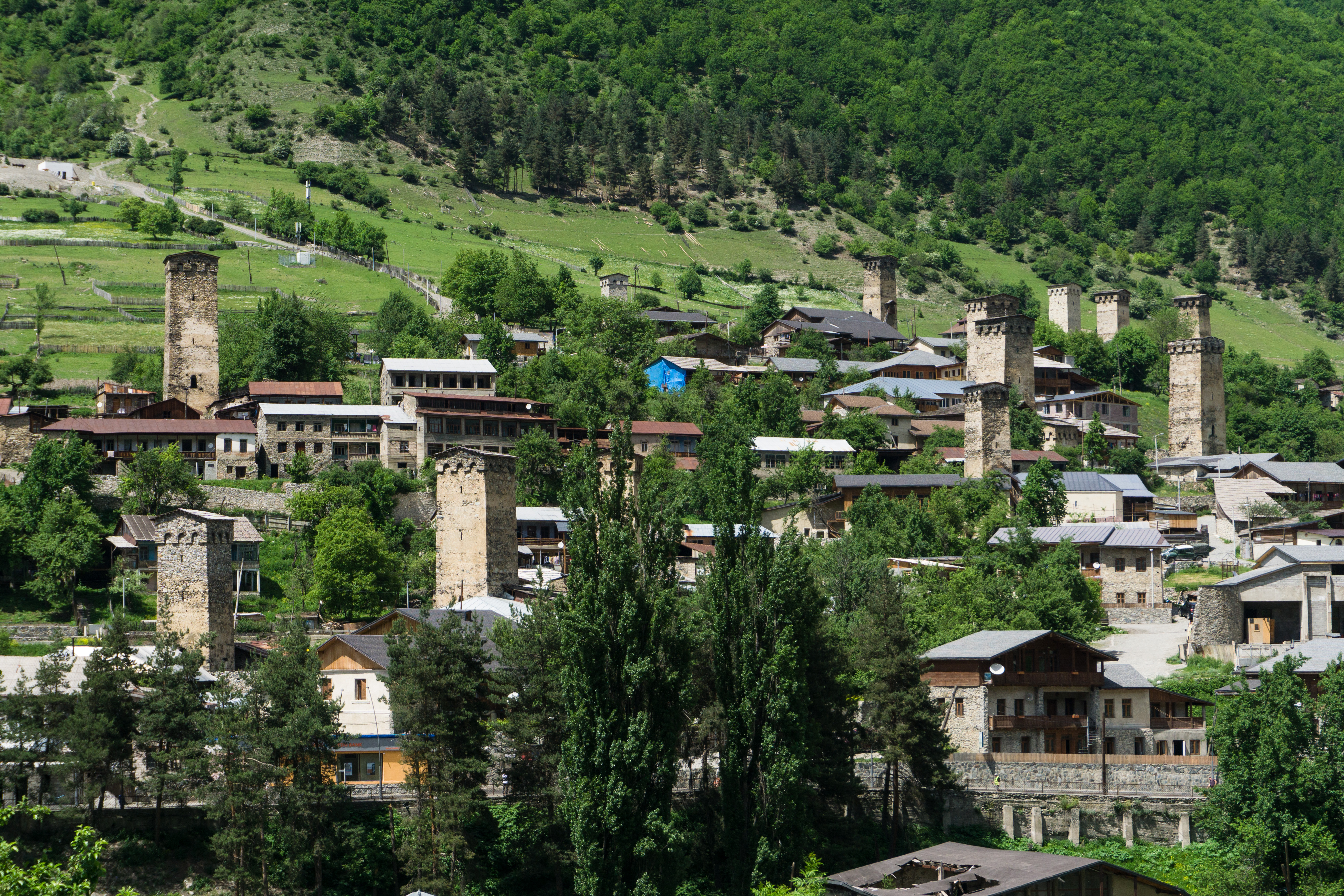
Культурний і релігійний центр гірської Сванетії.